# Хатчинсон, Эйдан
Эйдан Джозеф Бернарди Хатчинсон (англ. Aidan Joseph Bernardi Hutchinson; 9 августа 2000, Плимут, Мичиган) — профессиональный американский футболист, выступающий на позиции ди-энда в клубе НФЛ «Детройт Лайонс». На студенческом уровне играл за команду Мичиганского университета. Обладатель ряда наград лучшему линейному защиты и защитнику NCAA по итогам 2021 года, финалист Трофея Хайсмана. На драфте НФЛ 2022 года был выбран в первом раунде под общим вторым номером.

## Биография
Эйдан Хатчинсон родился 9 августа 2000 года в Плимуте в штате Мичиган. Один из трёх детей в семье. Его отец Крис с 1989 по 1992 год играл в футбол за команду Мичиганского университета, признавался самым ценным её игроком. Хатчинсон окончил частную католическую школу Дивайн Чайлд, в составе её команды играл на позициях ди-энда, тайт-энда, линейного нападения и лонг снэппера. В 2016 и 2017 годах вместе с командой он выигрывал чемпионат Католической лиги. На момент выпуска Хатчинсон занимал первое место в рейтинге лучших молодых игроков Мичигана по версиям USA Today и 247Sports.

### Любительская карьера
В составе команды Мичиганского университета Хатчинсон дебютировал в 2018 году. Он сыграл в тринадцати матчах сезона и по его итогам был признан лучшим новичком защиты в команде. В 2019 году он сыграл в стартовом составе в тринадцати матчах, трижды признавался лучшим линейным защиты игры. В сокращённом из-за пандемии COVID-19 сезоне 2020 года он принял участие только в трёх играх, пропустив часть турнира из-за травмы.
В сезоне 2021 года Хатчинсон сыграл в стартовом составе в четырнадцати матчах и выиграл вместе с командой турнир конференции Big Ten. Сделанные им 14 сэков стали новым рекордом университета. По итогам года он стал третьим в истории игроком защиты, занявшим второе место в голосовании, определявшем обладателя Трофея Хайсмана. Он вошёл в состав сборной звёзд сезона, получил награды Ротари Ломбарди лучшему линейному NCAA, Теда Хендрикса лучшему ди-энду NCAA, Трофей Лотта игроку защиты, оказывавшему наибольшее влияние на игру своей команды, а также призы Нагурски—Вудсона и Смита—Брауна лучшему игроку защиты и лучшему линейному Big Ten.

#### Статистика выступлений в NCAA
| Сезон | Команда           | Игры | Захваты | Захваты | Захваты | Захваты | Захваты | Перехваты | Перехваты | Перехваты | Перехваты | Перехваты | Фамблы | Фамблы | Фамблы | Фамблы |
| Сезон | Команда           | Игры | Solo    | Ast     | Tot     | Loss    | Sk      | Int       | Yds       | Y/R       | TD        | PD        | FR     | Yds    | TD     | FF     |
| ----- | ----------------- | ---- | ------- | ------- | ------- | ------- | ------- | --------- | --------- | --------- | --------- | --------- | ------ | ------ | ------ | ------ |
| 2018  | Мичиган Вулверинс | 13   | 5       | 7       | 12      | 1,0     | 0,0     | 0         | 0         | 0,0       | 0         | 0         | 0      | 0      | 0      | 0      |
| 2019  | Мичиган Вулверинс | 13   | 35      | 34      | 69      | 10,0    | 3,5     | 0         | 0         | 0,0       | 0         | 6         | 0      | 0      | 0      | 3      |
| 2020  | Мичиган Вулверинс | 3    | 9       | 4       | 13      | 0,0     | 0,0     | 0         | 0         | 0,0       | 0         | 1         | 0      | 0      | 0      | 0      |
| 2021  | Мичиган Вулверинс | 14   | 36      | 26      | 62      | 16,5    | 14,0    | 0         | 0         | 0,0       | 0         | 3         | 1      | 0      | 0      | 2      |
| Всего | Всего             | 43   | 85      | 71      | 156     | 27,5    | 17,5    | 0         | 0         | 0,0       | 0         | 10        | 1      | 0      | 0      | 5      |

### Профессиональная карьера
Весной 2022 года аналитик издания Bleacher Report Деррик Классен включал Хатчинсона в десятку лучших молодых игроков, выходящих на драфт. К плюсам игрока он относил хороший первый шаг, навыки чтения игры и понимание различных концепций нападения, технику и физическую силу, богатый арсенал приёмов пас-рашера. Недостатками назывались склонность при рывке оставлять открытую грудь, нехватку гибкости, проблемы в игре против более атлетичных соперников.
На драфте Хатчинсон был выбран «Детройтом» в первом раунде под общим вторым номером. В мае 2022 года он подписал с клубом четырёхлетний контракт на сумму 35,7 млн долларов. В матче второй недели регулярного чемпионата против «Вашингтона» он установил рекорд для новичков клуба, сделав три сэка. Хатчинсон также стал четвёртым самым молодым игроком лиги, добившимся подобного результата.

#### Статистика выступлений в НФЛ

##### Регулярный чемпионат
| Сезон | Команда        | Игры | Захваты | Захваты | Захваты | Захваты | Захваты | Перехваты | Перехваты | Перехваты | Перехваты | Перехваты | Фамблы | Фамблы | Фамблы | Фамблы |
| Сезон | Команда        | Игры | Solo    | Ast     | Tot     | Loss    | Sk      | Int       | Yds       | Y/R       | TD        | PD        | FR     | Yds    | TD     | FF     |
| ----- | -------------- | ---- | ------- | ------- | ------- | ------- | ------- | --------- | --------- | --------- | --------- | --------- | ------ | ------ | ------ | ------ |
| 2022  | Детройт Лайонс | 2    | 5       | 2       | 7       | 2       | 3,0     | 0         | 0         | 0,0       | 0         | 0         | 0      | 0      | 0      | 0      |
| Всего | Всего          | 2    | 5       | 2       | 7       | 2       | 3,0     | 0         | 0         | 0,0       | 0         | 0         | 0      | 0      | 0      | 0      |

* На 20 сентября 2022 года